# Нанкайдо
Нанкайдо (яп. 南海道 Нанкайдо:, букв. «Регион южного моря») — старая японская административная единица. Один из семи древних «путей» по системе Гокиситидо (VII век).

Карта Японии с выделенным регионом Нанкайдо

Регион Нанкайдо включает в себя следующие провинции:
- Кии (яп. 紀伊国)
- Авадзи (яп. 淡路国)
- Ава (яп. 阿房国)
- Сануки (яп. 讃岐国)
- Тоса (яп. 土佐国)
- Иё (яп. 伊予国)